# Jan Dara
Pour les articles homonymes, voir Dara.
Pour plus de détails, voir Fiche technique et Distribution.
Jan Dara (จัน ดารา) est un film thaïlandais réalisé par Nonzee Nimibutr, sorti le 12 septembre 2001.

## Synopsis
Jan Dara est un garçon qui a grandi dans le Siam des années 1930 dans une famille riche et dysfonctionnelle où le sexe a un impact énorme sur la vie de chacun. Jan est considéré par son père, Khun Luang, comme maudit, puisque sa mère est morte en lui donnant naissance, et il est relégué à faire du travail de serviteur dans la maison en conséquence. La sœur cadette de la mère de Jan, tante Waad, est amenée pour s'occuper de Jan. Luang, accro au sexe, a des relations sexuelles avec de nombreuses femmes dans son ménage, y compris Waad, à laquelle Jan est constamment exposé. Jan devient jaloux depuis qu'il a développé des sentiments pour sa tante.
Waad et Luang ont une fille, Kaew. Luang gâte Kaew et l'élève pour mépriser son propre frère. Waad, quant à elle, n'aime pas la personnalité pourrie de sa fille et traite affectueusement Jan comme son propre fils à la place. L'adolescent Jan se lie d'amitié avec Khen, le fils du cuisinier de famille, qui a commencé une relation secrète avec Saisoi, la nounou de Kaew. Khen l'initie au sexe en lui faisant perdre sa virginité au profit de Saisoi. Il tombe également amoureux et poursuit la jacinthe, une élève qu'il rencontre et qu'il escorte plus tard chez elle tous les jours après la fin de ses études.
La maîtresse de longue date de Luang, la nymphomane sophistiquée Boonlueang, emménage dans une maison d'hôtes sur le domaine. Elle est étonnamment compatissante envers Jan, et elle et Jan finissent par commencer une relation sexuelle. Cependant, son affaire le rend hésitant à poursuivre une relation avec Hyacinthe et il lui écrit une lettre d'adieu. Une adolescente Kaew, qui était devenue attirée par Saisoi, commence à en vouloir Khen et Saisoi après avoir découvert leur relation ; elle accuse plus tard Jan de viol lorsqu'il l'attrape en train de séduire Khen pour le mettre en vengeance pour avoir poursuivi Saisoi. Connaissant la nature trompeuse de sa fille, Waad défend Jan, mais Luang finit par bannir Jan et Khen. Jan quitte volontiers la maison, ayant finalement décidé de se dresser contre son propre père. Alors qu'il emballe ses affaires pour partir, Waad lui révèle qu'il a été conçu après que sa mère a été violée en bande par le petit ami de Waad de l'époque et ses amis, ce qui rend impossible de savoir qui est son père biologique.
Après des années d'absence de Bangkok pour enquêter sur son vrai père, l'adulte Jan est ramené au domaine familial. Kaew est tombée enceinte et Jan est contraint à un mariage arrangé sans amour avec sa sœur afin que les dommages à la réputation de la famille soient lissés. Jan accepte le mariage tant qu'on lui promet l'acte à la succession. Il en déduit également que Luang est le père de l'enfant de Kaew, ayant forcé sa fille à avoir des relations sexuelles avec lui lorsqu'elle est devenue adulte, et il en profite pour finalement prendre le pouvoir sur Luang et Kaew en échange du maintien du secret. Jan ravive sa liaison avec Boonlueang. Jan apprend que la jacinthe est décédée à cause de la fièvre typhoïde pendant son absence de Bangkok.
Pendant son mariage avec Kaew, Jan a des relations sexuelles impulsives avec l'une des servantes de la famille devant le portrait de sa mère, et il accepte le fait qu'il a répété les manières promiscueuses et abusives de Luang. Kaew donne naissance à l'enfant de son père, qui est atteint du syndrome de Down. Elle maudit le bébé, ce qui conduit à son nom "Pree". Luang, déjà estropié depuis sa vieillesse et impuissant après s'être senti coupable d'avoir mis sa fille enceinte, les témoins Jan ont des relations sexuelles avec Boonlueang et tombent dans un état catatonique. Après avoir aidé Jan à élever Pree et vu que la maison s'est installée, Waad quitte la famille pour devenir religieuse. Jan découvre que Kaew a également une liaison secrète de longue date avec Boonlueang, et il accepte la proposition de sa femme de la partager. En échange, il exige que Kaew lui donne un enfant puisque son véritable amour, la jacinthe, est mort. Il viole à plusieurs reprises sa femme, bien qu'elle ne soit attirée que par les femmes. Lorsque Kaew tombe enceinte de l'enfant de Jan, elle fait avorter le bébé à la place à son horreur et à celle de Boonlueang.
Se sentant coupable d'avoir tourmenté Kaew, Jan finit par devenir impuissant aussi et ne pouvait plus être excité par personne, même avec Boonlueang. Kaew continue de maintenir une certaine autorité dans les locaux, tandis que Luang reste catatonique même lorsque son fils/petit-fils Pree essaie de jouer avec lui. Alors que Jan considère comme le chef de la famille, il réfléchit une fois de plus à son vrai père.

## Fiche technique
- Titre : Jan Dara
- Titre original : Jan Dara (จันดารา)
- Réalisation : Nonzee Nimibutr (thaï นนทรีย์ นิมิบุตร)
- Scénario : Nonzee Nimibutr et Sirapak Paoboonkerd, d'après le roman The Story of Jan Dara de Utsana Phleungtham (Utsana Phloengtham)[2]
- Production : Jo Jo Yuet-chun Hui, Duangkamol Limcharoen, Nonzee Nimibutr et Peter Chan
- Musique : Chartchai Pongprapapan et Pakawat Waiwitaya
- Photographie : Nattawut Kittikhun
- Montage : Sunit Atsawinikul
- Pays d'origine : Thaïlande
- Format : Couleurs - 1,85:1 - Dolby Digital - 35 mm
- Genre : Drame, érotique et historique
- Durée : 120 minutes
- Dates de sortie : 12 septembre 2001 (festival de Toronto), 28 septembre 2001 (Thaïlande)

## Distribution
- Suwinit Panjamawat : Jan Dara à 17 ans
- Eakarat Sarsukh : Jan Dara à 20 ans
- Santisuk Promsiri : Khun Luang, père adoptif de Jan Dara
- Christy Chung : Khun Boonlueang
- Wipawee Charoenpura : Aunt Waad
- Patharawarin Timkul : Khun Kaew
- Jenjira Junsuda (Jenjira Pongpas) : Poom la servante

## Récompenses et distinctions
- Nomination au Dophin d'or, lors du Festival international du film de Troie 2002.
- Prix de la meilleure photographie (Nattawut Kittikhun), lors du Festival international du film de Troie 2002.